# Barrage de Jiangpinghe
Le barrage de Jiangpinghe est un barrage en Chine, en province de Hubei, sur le Loushui, dans le bassin du Yangzi Jiang. Il est associé à une centrale hydroélectrique de 500 MW.